# Centrolene condor
Centrolene condor (Cisneros-Heredia & Morales-Mite, 2008) è un anfibio anuro appartenente alla famiglia Centrolenidae.

## Descrizione
Sia il maschio che la femmina misurano circa 27,6 mm.

## Distribuzione
Questa specie è endemica dell'Ecuador, vive nei territori compresi fra i 1750 e i 1850 metri d'altitudine.